# SN 2009fs
SN 2009fs – supernowa typu IIn odkryta 1 czerwca 2009 roku w galaktyce UGC 11205. W momencie odkrycia miała maksymalną jasność 17,00m.